# Maji Bomber!!
Singles de Berryz Kōbō
Otakebi Boy Wao!
(2010) Shining Power
(2010)
Maji Bomber!! (本気ボンバー!!) est le 23e single du groupe de J-pop Berryz Kōbō.

## Présentation
Le single, écrit, composé et produit par Tsunku, sort le 14 juillet 2010 au Japon sur le label Piccolo Town. Il atteint la 6e place du classement Oricon. Il sort également dans deux éditions limitées avec des pochettes différentes et une autre chanson en "face B", notées "A" avec un DVD en supplément et "B" sans DVD. Il sort aussi au format "single V" (vidéo DVD) une semaine après. Une édition DVD "event V" sera aussi vendue lors de représentations du groupe.
La chanson-titre sert de thème musical au jeu vidéo Inazuma Eleven 3 World Challenge!! Bomber de la série Inazuma Eleven (série), et de thème de fin à la série anime homonyme qui en est adaptée, comme les précédents titres du groupe: Seishun Bus Guide, Ryūsei Boy et Otakebi Boy Wao!. Ce dernier titre est d'ailleurs repris dans une version différente en "face B" de l'édition régulière du single Maji Bomber!!, et sert de thème musical au jeu vidéo Inazuma Eleven 3 World Challenge!! Spark. La chanson-titre figurera d'abord sur la compilation de fin d'année du Hello! Project Petit Best 11, puis sur l'album 7 Berryz Times de 2011.
La chanson sera reprise par un autre groupe du Hello! Project, Kobushi Factory, dans le 2e CD de son album Kobushi Sono Ichi en 2016.

## Formation
Membres créditées sur le single :
- Saki Shimizu
- Momoko Tsugunaga
- Chinami Tokunaga
- Māsa Sudō
- Miyabi Natsuyaki
- Yurina Kumai
- Risako Sugaya

## Liste des titres
Single CD - édition régulière
1. Maji Bomber!! (本気ボンバー!!?)
2. Otakebi Boy Wao! (Spark Ver.) (雄叫びボーイ WAO!（スパークVer.）?)
3. Maji Bomber!! (Instrumental) (本気ボンバー!!...?)

Single CD - éditions limitées "A" et "B"
1. Maji Bomber!! (本気ボンバー!!?)
2. Moon Power (MOON POWER?)
3. Maji Bomber!! (Instrumental) (本気ボンバー!!...?)

DVD de l'édition limitée "A"
1. Maji Bomber!! (Dance Shot Ver.) (本気ボンバー!!...?)

Single V
1. Maji Bomber!! (本気ボンバー!!?)
2. Maji Bomber!! (Close-up Ver.) (本気ボンバー!!...?)
3. Making Eizô (メイキング映像?) (Making-of)

DVD de l'édition "event V"
1. Maji Bomber!! (Shimizu Saki Solo Ver.) (本気ボンバー!! (清水佐紀 Solo Ver.)?)
2. Maji Bomber!! (Tsugunaga Momoko Solo Ver.) (本気ボンバー!! (嗣永桃子 Solo Ver.)?)
3. Maji Bomber!! (Tokunaga Chinami Solo Ver.) (本気ボンバー!! (徳永千奈美 Solo Ver.)?)
4. Maji Bomber!! (Sudo Maasa Solo Ver.) (本気ボンバー!! (須藤茉麻 Solo Ver.)?)
5. Maji Bomber!! (Natsuyaki Miyabi Solo Ver.) (本気ボンバー!! (夏焼雅 Solo Ver.)?)
6. Maji Bomber!! (Kumai Yurina Solo Ver.) (本気ボンバー!! (熊井友理奈 Solo Ver.)?)
7. Maji Bomber!! (Sugaya Risako Solo Ver.) (本気ボンバー!! (菅谷梨沙子 Solo Ver.)?)